# Iphiaulax fuelleborni
Iphiaulax fuelleborni är en stekelart som beskrevs av Szepligeti 1914. Iphiaulax fuelleborni ingår i släktet Iphiaulax och familjen bracksteklar. Inga underarter finns listade i Catalogue of Life.